# Tăutești (okręg Suczawa)
Tăutești – wieś w Rumunii, w okręgu Suczawa, w gminie Zamostea. W 2011 roku liczyła 185 mieszkańców. 